# Italiens herrlandslag i innebandy
Italiens herrlandslag i innebandy representerar Italien i innebandy på herrsidan.

## Historik
Laget spelade sin första landskamp den 9 februari 2002, då man spelade 2-2 mot Österrike med 13-2.

### Fotnoter
1. ↑  ”International Floorball Federation”. http://www.floorball.org/default.asp?kieli=826&sivu=150&alasivu=150. Läst 22 augusti 2011.